# 大森町 (横手市)

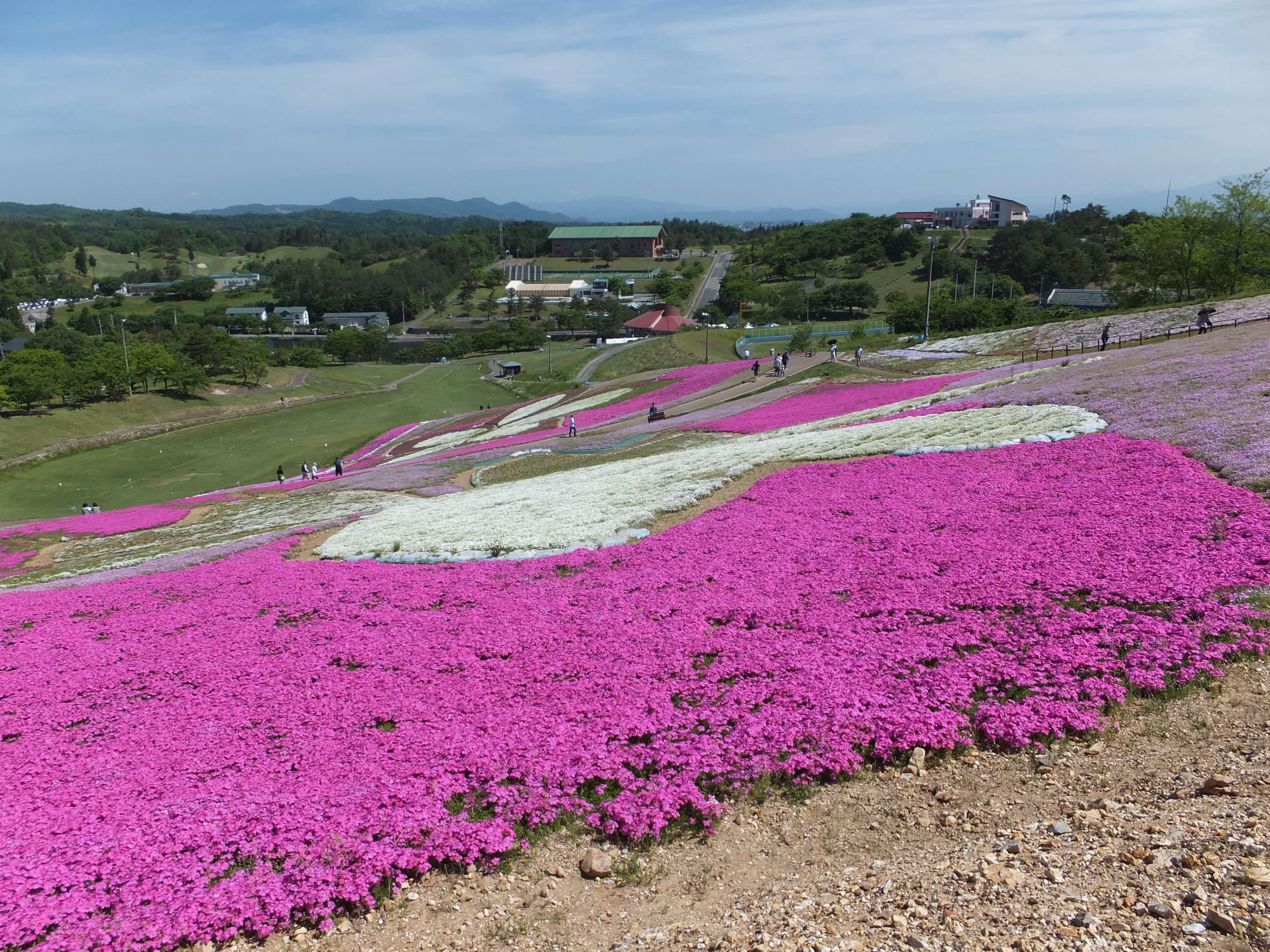
大森リゾート村芝桜フェスタ

大森町（おおもりまち）は、秋田県横手市にある地区（広域地名）。人口は5,634人（2020年（令和2年）10月1日現在、国勢調査による）。
2005年（平成17年）10月1日に市町村合併によって横手市となった旧平鹿郡大森町の区域をそのまま継承している。大森町、大森町板井田、大森町上溝、大森町坂部、大森町猿田、大森町十日町、大森町袴形、大森町八沢木の8大字からなる。
本項では、旧大森町及び地域総称、大字大森町について述べる。

## 地理
横手市の西部に位置する。町の中央部に主要地方道である秋田県道29号横手大森大内線が横断し、大雄地域との境界に雄物川が流れる。中心市街地は横手市役所大森庁舎（大森地域局）周辺にある。市立大森病院を中核とする「健康の丘おおもり」や、町民の体力づくりを目的に整備された「大森リゾート村（大森公園）」があり、医療や福祉、健康づくりの拠点となっている。
東で大雄地域、西で由利本荘市（東由利地域）地域、北で大仙市（大字内小友）、南で雄物川地域と隣接する。

### 山岳
- 保呂羽山

### 河川
- 雄物川

## 歴史
- 平安時代 - 出羽国平鹿郡邑加郷として成立。
- 1889年（明治22年）4月1日 - 町村制の施行により、近世以来の大森村が単独で自治体を形成、平鹿郡大森村が成立。
- 1901年（明治34年）7月23日 - 大森村が町制施行して初代大森町となる。
- 1955年（昭和30年）
  - 4月1日 - 八沢木村を合併して二代目大森町となる。
  - 10月1日 - 館合村（のちの雄物川町および大雄村，現横手市）の一部を境界変更。
  - 11月19日 - 町章を制定。
- 1956年（昭和31年）1月25日 - 川西村を編入。
- 1958年（昭和33年）4月1日 - 境界変更により、大内村上坂部地区を編入。
- 1974年（昭和49年）4月5日 - 町民憲章を制定。
- 1976年（昭和51年）10月31日 - 「教育の町」宣言。
- 1978年（昭和53年） - 県立保呂羽山少年自然の家開所。
- 1981年（昭和56年）4月25日 - 町の花・町の木・町の鳥を指定。
- 1983年（昭和58年） - 特別養護老人ホーム「白寿園」がオープン。
- 1988年（昭和63年）7月 - 秋田県南部老人福祉総合エリアオープン。
- 1990年（平成2年）4月 - 羽後大森・八沢木・秋田川西の三農協が合併し、秋田おおもり農協スタート。
- 1991年（平成3年）9月 - 秋田県南部老人福祉総合エリア完工。
- 1998年（平成10年）4月1日 - 「健康の丘おおもり」町立大森病院・老健おおもり・高齢者等保健福祉センターがスタート。
- 2000年（平成12年）1月30日 - 総合学習センター・町立図書館がオープン。
- 2001年（平成13年）10月10日 - 「子育て支援の町」宣言。
- 2005年（平成17年）10月1日 -  横手市・増田町・平鹿町・雄物川町・十文字町・山内村・大雄村と合併し、横手市を新設。同日に大森町を廃止。
- 2021年（令和3年）5月30日 - 大森公園テニスコートを大規模改修・拡張。

## 交通

### 鉄道
町内に駅はない。最寄り駅はJR東日本奥羽本線・北上線の横手駅。

#### かつて存在した鉄道
羽後交通
- 横荘線（1971年7月20日廃止）
  - 羽後大森駅 - 八沢木駅 - 舘合駅

### 道路
高速道路
- E46 秋田自動車道
  - 大森PA

主要地方道
- 秋田県道29号横手大森大内線
- 秋田県道30号神岡南外東由利線
- 秋田県道36号大曲大森羽後線
- 秋田県道71号大曲横手線

一般県道
- 秋田県道116号川西六郷線
- 秋田県道164号二井山大森線
- 秋田県道265号湯の又前田線

## 教育

### 中学校
町内に中学校は無い。かつては大森中学校が存在したが、2012年4月に横手市立横手明峰中学校（横手市大雄）に統合された。

### 小学校
- 横手市立大森小学校
2007年に保呂羽小学校を統合。2009年には白山小学校・川西小学校を統合している。

## 施設

### 大字大森町
- 横手市役所大森庁舎（大森地域局）
- 羽後信用金庫 大森支店
- 秋田ふるさと農業協同組合 大森支店
- ツルハドラッグ 横手大森店
- コメリハード&グリーン 大森店
- 横手市立大森小学校
- 大森保育園
- 大森郵便局
- 横手市立大森図書館
- 大森リゾート村（大森公園）
- 羽後カントリー倶楽部
- 市立大森病院

- 横手市役所 大森庁舎
- 羽後信用金庫 大森支店
- 大森郵便局
- 市立大森病院

### その他
各大字の記事の「施設」の節を参照。

## 観光

### 名所・旧跡・観光スポット
- 大森公園 - 5月には「芝桜フェスタ」が開催される。
  - 大森テニスコート
  - 大森体育館
  - 大森野球場
  - 大森多目的広場
  - 休養センター さくら荘
- 赤源呉服店
- 保呂羽山少年自然の家
- 保呂羽山波宇志別神社

- 大森公園テニスコート
- 赤源呉服店
- 赤源呉服店隣の倉庫
- 保呂羽山少年自然の家

## 著名出身者
- 山下太郎（山下商店・アラビア石油創業者）
- 上田準二（ファミリーマート代表取締役会長）
- 大ノ森金市 (力士)
- 加藤晴明 (検事)
- 加藤三彦 (バスケットボール指導者)
- きくち正太 (漫画家)
- 清ノ森政夫 (力士)
- 佐藤清美 (バスケットボール指導者)
- 土田世紀 (漫画家)